# Paepalanthus latipes
Paepalanthus latipes är en gräsväxtart som beskrevs av Silveira. Paepalanthus latipes ingår i släktet Paepalanthus och familjen Eriocaulaceae. Inga underarter finns listade i Catalogue of Life.